# Christian Keller (fodboldspiller)
 Der er flere personer med dette navn, se Christian Keller.
Christian Thielsen Keller (født 17. august 1980) er en dansk tidligere professionel fodboldspiller, der spillede for Viborg FF, Torino, Lazio, Stabæk, Kasımpaşa og Randers FC.

## Klubkarriere
Christian Keller er oprindelig fra Brørup og spillede indtil 2003 i Vejle Boldklub. Gennembruddet på seniorniveau kom hos Viborg FF. Her spillede Keller frem til januar 2005, hvorefter turen gik til Torino FC og senere S.S. Lazio.
Den 23. juni 2011 skiftede Christian Keller til Randers FC på en fireårig kontrakt.
Den 27. juni 2016 skiftede han til Viborg FF på en etårig kontrakt. Han kom til klubben efter at have fået ophævet sin kontrakt i Randers FC, efter interne problemer i privatlivet mellem ham og daværende holdkammerat Jonas Borring.
Det blev senere dækket massivt i såvel tv og trykte medier, at Keller havde indledt et forhold til Borrings kone mens de to var holdkammerater i Randers FC, og var årsagen til Borring-parrets separation.
I januar 2017 annoncerede Keller at han ville stoppe karrieren i sommeren 2017.

## Landsholdskarriere
Christian Keller spillede 27 ungdomslandskampe for Danmark i perioden 1996-2000 og var udtaget til ligalandsholdet i 2007.